# Informační systém Pitná voda
Informační systém Pitná voda (IS PiVo) slouží od roku 2004 hygienické službě pro sledování kvality vody v České republice. Správcem je Ministerstvo zdravotnictví ČR. Provozovatelem je Koordinační středisko pro resortní zdravotnické informační systémy.

## Předmět monitorování
- vody pitné (veřejné vodovody, veřejné studny, komerční studny)
- vody rekreační (koupaliště umělá i ve volné přírodě, povrchové vody využívané ke koupání, bazény saun a další).

## Kvalita vod v IS PiVo
Kvalitu vody v ČR jsou povinni podle zákona  č. 258/2000 Sb. sledovat všichni provozovatelé 
- veřejných vodovodů (Zákon č. 274/2001 Sb.)
- veřejných studní,
- koupališť umělých i přírodních,
- bazénů, saun apod.

Jejich povinností je zajistit pravidelné rozbory vzorků vody a laboratorní výsledky poskytovat příslušným krajským hygienickým stanicím. Výsledky jsou poskytovány elektronicky podle vyhlášky č. 35/2004 Sb. a shromažďovány v IS PiVo.   

## Příklady využití
Státní zdravotní ústav do roku 2009 vložil do Informačního systému Pitná voda 370 údajů s monitorování uranu v pitné vodě.